# Blepharoneura manchesteri
Blepharoneura manchesteri es una especie de insecto del género Blepharoneura de la familia Tephritidae del orden Diptera.

## Historia
Herbert Thomas Condon y Allen L.Norrbom la describieron científicamente por primera vez en el año 1994.